# Auguste Hugonnier
Auguste Joseph Hugonnier (* 19. Juni 1911 in Belley; † 15. Januar 2001) war ein französischer kommunistischer Politiker. Von 1945 bis 1946 und 1949 bis 1951 war er Abgeordneter der Nationalversammlung.

## Beginn der politischen Karriere
Hugonnier entstammte einer Bauernfamilie und wurde katholisch erzogen. Seinen Glauben gab er jedoch auf, als er mit 12 Jahren mit der Ausbildung zum Schriftsetzer begann. 1927 trat er in Belley den Jeunes communistes bei. Innerhalb der kommunistischen Jugendorganisation gelang ihm ein rascher Aufstieg, sodass er von 1931 bis 1932 ihr Sekretär in Südostfrankreich war und ab 1932 dem Zentralkomitee angehörte. Allerdings erfolgte im selben Jahr sein Austritt aus der Gruppe, um sich der Parti communiste français anzuschließen. Er übernahm die Verantwortung für ein Wochenmagazin der Partei und stellte sich 1936 erstmals den Bürgern zur Wahl. Im siebten Wahlkreis von Lyon erreichte er als Drittplatzierter die zweite Runde, zog sich aber zugunsten eines anderen Kandidaten der Front populaire zurück. Aufgrund seiner Zugehörigkeit zur kommunistischen Partei wurde Hugonnier im Oktober 1939 verhaftet und in Dardilly interniert. Während der folgenden Besatzung durch die Wehrmacht blieb er in verschiedenen Lagern eingesperrt, bis ihm im März 1943 die Flucht gelang.

## Laufbahn als Volksvertreter
Unmittelbar nach der Befreiung Frankreichs 1944 nahm er seine politische Arbeit wieder auf und nahm im Oktober 1945 an den Wahlen zur verfassungsgebenden Nationalversammlung teil. Über die kommunistische Liste im Département Rhône gewählt, schied aber schon bei den folgenden Wahlen im Juni 1946 aus dem Parlament aus, weil er den dritten Listenplatz innehatte, die Partei jedoch nur zwei Mandate erringen konnte. Nach einer weiteren erfolglosen Kandidatur bei den ersten regulären Parlamentswahlen im November desselben Jahres zog er 1947 in den Stadtrat von Villeurbanne ein. Die Rückkehr in die Nationalversammlung schaffte Hugonnier 1949, als er für die zurückgetretene Mathilde Méty nachrückte. Dennoch wurde er bei den folgenden Wahlen im Jahr 1951 lediglich auf Platz fünf der Liste positioniert, sodass er nicht wiedergewählt werden konnte. Dies war zugleich seine letzte Kandidatur bei einer nationalen Wahl, auch wenn er seine Arbeit für die Partei und die Gewerkschaft CGT fortsetzte.